# Plagiostenopterina neurostigma
Plagiostenopterina neurostigma är en tvåvingeart som beskrevs av Mario Bezzi 1928. Plagiostenopterina neurostigma ingår i släktet Plagiostenopterina och familjen bredmunsflugor.
Artens utbredningsområde är Fiji. Inga underarter finns listade i Catalogue of Life.